# Devuan
Devuan é um fork   da distribuição Linux Debian. Seu primeiro objetivo declarado é o de proporcionar uma distribuição sem o controverso systemd instalado por padrão. O Debian 8 release "Jessie" causou polarização entre desenvolvedores e usuários Debian, devido a adoção do projeto systemd como padrão de inicialização substituto.
Em abril de 2015, nenhum lançamento oficial foi anunciado. Devuan lançou apenas uma versão "pré-alfa".